# Stora Grytsjön, Småland
Stora Grytsjön är en sjö i Oskarshamns kommun i Småland och ingår i Marströmmen-Viråns kustområde. Sjön har en area på 0,0928 kvadratkilometer och ligger 40,2 meter över havet. Sjön avvattnas av vattendraget Laxemarån.

## Delavrinningsområde
Stora Grytsjön ingår i det delavrinningsområde (636578-155016) som SMHI kallar för Mynnar i havet. Medelhöjden är 25 meter över havet och ytan är 41,29 kvadratkilometer. Det finns inga avrinningsområden uppströms utan avrinningsområdet är högsta punkten. Avrinningsområdets utflöde Laxemarån mynnar i havet. Avrinningsområdet består mestadels av skog (82 %). Avrinningsområdet har 0,31 kvadratkilometer vattenytor vilket ger det en sjöprocent på 0,7 %.